# 미우 미우 (브랜드)

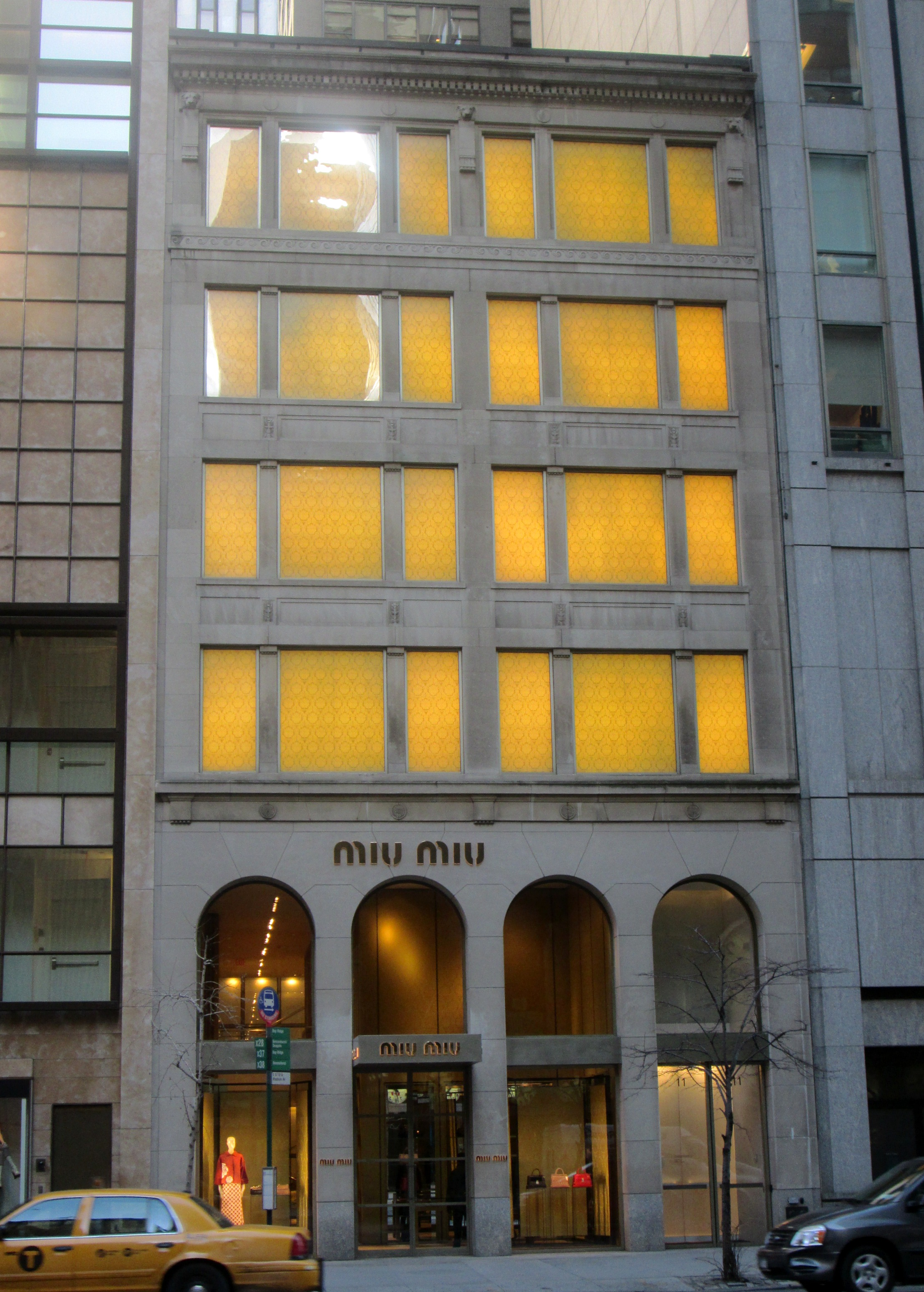
미국 뉴욕 시의 미우 미우 스토어.

미우 미우(Miu Miu)는 명품 패션 브랜드로, 프라다의 자매 기업이다. 미우치아 프라다에 의해 관리되고 있으며 본사는 이탈리아 밀라노에 있다.

## 역사
미우 미우는 1993년 미우치아 프라다에 의해 설립되었다.